# Vangelo arabo dell'infanzia

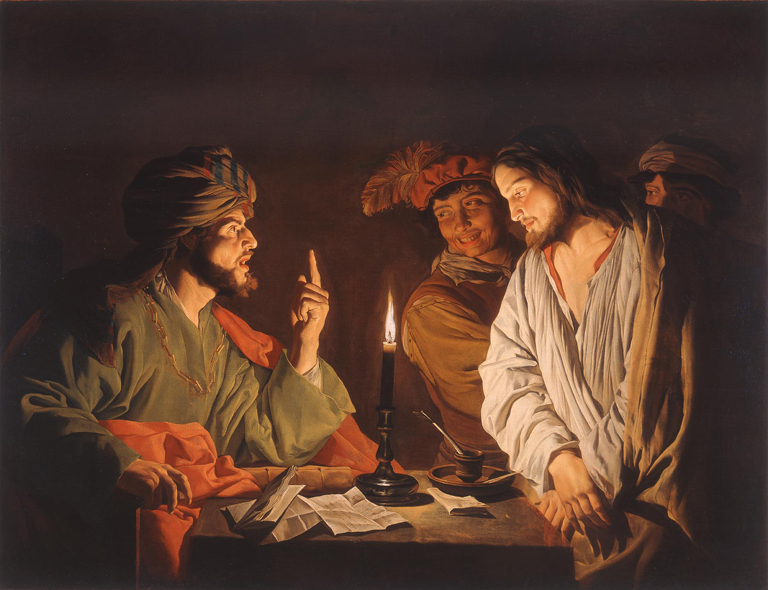
Gesù davanti a Caifa (a sinistra), al quale la tradizione apocrifa attribuisce la stesura del Vangelo arabo dell'infanzia (quadro di Matthias Stomer, XVII secolo).

Il Vangelo arabo dell'infanzia, chiamato anche Vangelo siriaco dell'infanzia, è un vangelo apocrifo pervenuto in arabo e siriaco e databile tra il V e il XIII secolo, con maggiore probabilità per l'VIII-IX secolo. Al pari degli altri vangeli dell'infanzia (Protovangelo di Giacomo, Vangelo dello pseudo-Matteo e Vangelo dell'infanzia di Tommaso), e basandosi su essi, contiene racconti relativi all'infanzia di Gesù.

## Storia

### Autore e data
All'inizio del testo si afferma che il Vangelo, chiamato "Vangelo dell'infanzia", sia opera di Giuseppe detto Caiafa (versione greca del latinizzato Caifa), sommo sacerdote degli ebrei al tempo di Gesù (18-36), affermazione che faceva dunque datare il testo al I secolo; tale attribuzione è tuttavia considerata pseudoepigrafa dagli studiosi.
La datazione dello scritto è particolarmente problematica. Gli studiosi ritengono che la versione originale fosse in siriaco, in seguito tradotta in arabo. La versione siriaca sarebbe stata composta tra il V e il XIII secolo, data di composizione di alcuni manoscritti conservatisi.

#### Tradizione manoscritta
I principali manoscritti per la stesura del testo del Vangelo arabo dell'infanzia sono:
- Sike - arabo, biblioteca Bodleiana di Oxford, scoperto e tradotto dal tedesco H. Sike nel 1697.
- Laur - arabo, cod. orient. 32, biblioteca laurenziana di Firenze, XIII secolo
- S1 - siriaco, XIII-XIV secolo, pubblicato da E.A. Wallis Budge.
- S2 - siriaco, reale società asiatica di Londra.
- Va - arabo-siriaco, cod. sir. 159 bibl. Vaticana, XVII secolo

### Contenuto
I 55 capitoletti (molto più brevi degli omologhi canonici) del Vangelo arabo dell'infanzia possono essere suddivisi in base al contenuto e alla fonte in 3 parti:

#### Nascita di Gesù
- 0. Incipit del "Vangelo dell'infanzia".
- 1. Libro di Caiafa. Gesù nella culla dice "Io sono Gesù, il figlio di Dio, il Logos".
- 2. Decreto di Augusto per il censimento. Giuseppe e Maria a Betlemme. Doglie. Entrano in una grotta. Giuseppe cerca una levatrice.
- 3. Arriva al tramonto con una vecchia, trovano il bambino e Maria avvolti di luce. La vecchia chiede di essere curata da una paralisi, tocca il bimbo e guarisce.
- 4. Adorazione di pastori e angeli.
- 5. Circoncisione del bimbo l'ottavo giorno. La vecchia prende "il pezzetto di pelle - ma altri dicono che si prese il cordone ombelicale - e lo mise in un'ampolla di vecchio olio di nardo". La stessa ampolla verrà usata da Maria la peccatrice per ungere il capo di Gesù (Gv12,2). Il decimo giorno presentazione di Gesù al tempio.
- 6. Il vecchio Simeone vede il bimbo Gesù, risplendente e circondato da angeli (Lc2,29-32). Benedizione della profetessa Anna.
- 7. Adorazione dei Magi. Maria dona ai magi una fascia.
- 8. Tornati in patria mostrano la fascia a re e principi. La gettano nel fuoco ma non si brucia.

#### Fuga in Egitto
- 9. Ira di Erode. Partenza verso l'Egitto.
- 10. Arrivano miracolosamente a una grande città egiziana. Un idolo crolla.
- 11. Il figlio del sacerdote idolatra è indemoniato. Incontra Giuseppe e Maria. Una fascia di Gesù sulla fronte ne fa uscire i demoni in forma di corvi e serpenti.
- 12. Paura di Giuseppe e Maria per timore di rappresaglie degli egizi.
- 13. Ripartono e incappano in briganti, che sentono come un rumore di esercito e scappano.
- 14. Incontrano una donna indemoniata, guarita grazie alla sola compassione di Maria.
- 15. In una città una sposa muta incontra Gesù e guarisce.
- 16. Un'altra donna indemoniata bacia Gesù e guarisce.
- 17. Una lebbrosa guarita dall'acqua del bagno di Gesù.
- 18. Arrivano in una città, seguiti dalla lebbrosa guarita, dove c'è un principe con un figlio lebbroso. Anche lui guarito dall'acqua del bagno di Gesù.
- 19. In un'altra città, ospitati da un uomo sterile che viene guarito.
- 20. In un'altra città incontrano tre donne con un fratello che era stato trasformato in mulo da un sortilegio.
- 21. Gesù viene posato da Maria sul dorso del mulo che ritorna giovinetto.
- 22. Il giovinetto si sposa con la lebbrosa guarita del c.17.
- 23. Ripartono e incontrano due banditi, Tito e Dumaco e seguaci. Tito dice agli altri di lasciarli andare. Gesù predice che saranno i due ladroni crocifissi con lui.
- 24. Arrivano a Matarea (10 km a N-E del Cairo), città 'del famoso sicomoro', Gesù fa scaturire una sorgente.
- 25. Scendono a Misr (quartiere copto del Cairo) e rimasero 3 anni lì.

#### Miracoli di Gesù infante
- 26. Ritorno dall'Egitto in Giudea. Un angelo invia Giuseppe a Nazareth.
- 27. A Betlemme moria di bambini per malattie agli occhi. Un bimbo guarisce bagnandosi con l'acqua del bagno di Gesù.
- 28. Un altro bambino similmente guarito.
- 29. Una donna, Maria, aveva un figlio di nome Cleofa, febbricitante. Guarisce con una fascia di Gesù. Una rivale di questa Maria butta Cleofa in un forno ardente ma si spegne. Poi lo butta in un pozzo ma galleggia. Lei stessa cade nel pozzo e muore.
- 30. Un'altra donna aveva due bambini gemelli, uno muore e l'altro è agonizzante. Per intercessione di Maria lo sdraia nel letto di Gesù e guarisce. Sarà il Bartolomeo del Vangelo.
- 31. Una lebbrosa guarita con l'acqua del bagno di Gesù.
- 32. La lebbrosa guarita dice di Gesù alla moglie di un principe, lebbrosa. Anche lei viene guarita con l'acqua del bagno di Gesù.
- 33. Dalla principessa guarita una giovane indemoniata viene inviata con la madre a Maria, che dona loro acqua del bagno e una fascia di Gesù.
- 34. Appare il diavolo alla giovane sotto forma di dragone. La madre mette la fascia sugli occhi della figlia, ne escono fiamme che sprizzano sul dragone e scappa.
- 35. Una donna con un figlio posseduto di nome Giuda, sente la fama di Maria. Intanto Gesù è a giocare con Giacomo e Ioses. Giuda posseduto assale Gesù ma appena lo tocca guarisce. Era Giuda Iscariota.

- 36. Gesù fabbrica col fango animali che si animano e passeri che volano.
- 37. Gesù entra nell'officina di un tintore, Salem. Mette molti panni grezzi nella tinozza dell'indaco. Disperazione del tintore. Gesù estrae i panni e sono di molti colori.
- 38. Gesù aiuta il padre facendo pezzi di legno più lunghi, corti, larghi, stretti. "Giuseppe infatti non era molto bravo nel mestiere di falegname".
- 39. Il re di Gerusalemme chiama Giuseppe per fare un trono. Rimane alla reggia 2 anni. Lo fa ma troppo stretto. Grazie a Gesù tirano e si allarga.
- 40. Gesù giocando tramuta dei ragazzi in capretti di tre anni e li ritramuta in ragazzi.
- 41. Gesù gioca a fare il re bambino.
- 42. Un bimbo morente perché morso da una vipera. Gesù ordina alla vipera di risucchiare il veleno. Il bambino è Simone il Cananeo.
- 43. Gesù risana il fratellastro Giacomo, morso da una vipera.
- 44. Gesù, accusato di aver fatto precipitare da un terrazzo un ragazzo di nome Zenone, lo risuscita.
- 45. Gesù, mandato da Maria ad attingere acqua, essendosi rotta la brocca, si serve del proprio mantello.
- 46. Gesù presso un ruscello fabbrica alcune vasche e dodici passeri di fango. Il figlio del giudeo Hanan distrugge il suo lavoro e Gesù lo punisce seccandolo.
- 47. Gesù fa morire un ragazzo che ha urtato correndo.
- 48. Al maestro Zaccheo, che cerca di spiegargli le prime due lettere dell'alfabeto ebraico, Gesù spiega i valori simbolici di queste lettere.
- 49. Picchiato da un altro maestro Gesù lo fa morire.

#### Epilogo
- 50. A dodici anni Gesù a Gerusalemme. Nel tempio discute coi dottori che si stupiscono di lui (Lc2,41-43).
- 51. Gesù mostra di avere anche conoscenze astronomiche.
- 52. Gesù mostra di avere anche conoscenze mediche.
- 53. Giuseppe e Maria ritrovano Gesù nel tempio.
- 54. A trent'anni presso il Giordano (col battesimo) scende lo Spirito Santo su Gesù.
- 55. Conclusione.

### Genere
Il Vangelo arabo dell'infanzia appartiene al genere dei cosiddetti Vangeli dell'infanzia. Questi presentano un carattere abbondantemente e gratuitamente miracolistico, che contrasta con la sobrietà dei 4 Vangeli canonici, col fine di illustrare i dettagli relativi alla vita pre-ministeriale di Gesù altrimenti ignoti. 
Tale letteratura è caratterizzata da una assente o imprecisa conoscenza degli usi e costumi giudaici o da altre imprecisioni di natura storica o geografica, che ne inficiano il valore storico degli eventi narrati.
Inoltre, nessuna di tali opere compare in qualche manoscritto biblico o in antichi elenchi dei testi canonici ritenuti ispirati. 
Altri vangeli apocrifi dell'infanzia sono:
- Protovangelo di Giacomo
- Vangelo dell'infanzia di Tommaso
- Vangelo dello pseudo-Matteo
- Vangelo armeno dell'infanzia

### Critica
Le fonti del Vangelo arabo dell'infanzia sono facilmente identificabili:
- prima parte, nascita di Gesù: Protovangelo di Giacomo, cc. 17-24;
- seconda parte, fuga in Egitto: Vangelo dello pseudo-Matteo, cc. 16-25
- terza parte, miracoli di Gesù infante: Vangelo dell'infanzia di Tommaso;
- conclusione: raccordo ideale coi vangeli canonici tramite il racconto della presentazione di Gesù al tempio.

Similmente agli altri vangeli dell'infanzia, il testo presenta personaggi che compaiono anche nei vangeli canonici: gli apostoli-bambini Bartolomeo (c. 30), Giuda Iscariota (c. 35); Simone il Cananeo (c. 42), i due ladroni che affiancheranno Gesù in croce (c. 23), chiamati qui Tito e Dumaco ma diversamente in altri testi apocrifi. Nel c. 29 viene presentato il bambino Cleofa, figlio di una Maria, che in altri testi antichi figura come padre di una Maria ma che in realtà era fratello di Giuseppe, zio paterno di Gesù, marito della Maria detta appunto di Cleofa. Lo scriba Hanan del c. 46 a cui Gesù bambino 'secca' il figlio va probabilmente identificato con l'Anna (abbreviazione del nome maschile Anania) che ricoprì la carica di sommo sacerdote tra il 6 e il 15 e che in seguito affiancò e diresse il genero Caifa nella stessa carica tra il 18 e 36, giocando un ruolo chiave nella condanna di Gesù.
In misura ancora maggiore rispetto agli altri vangeli dell'infanzia, il Vangelo arabo è caratterizzato da un carattere abbondantemente e gratuitamente miracolistico. Molti dei miracoli in esso contenuti avvengono grazie a oggetti (bende di Gesù, acqua del suo bagno), accostandoli più a incantesimi magici che a miracoli religiosi veri e propri. Anche la trasmutazione di persone in animali e viceversa (c. 20) è un elemento magico tipico delle fiabe popolari. 
Viene inoltre descritta l'origine di una reliquia che era particolarmente famosa nel medio-evo, il "Santo prepuzio" (c. 5), ora conservato nella chiesa di Calcata (Viterbo).